# Primeira Liga de 2012–13
A Primeira Liga de 2012–13, conhecida também por Liga ZON Sagres de 2012–13 por razões de patrocínio, foi a 79.ª edição do primeiro escalão de futebol em Portugal, a Primeira Liga. Esta edição contou com dezasseis equipas e teve início a 17 de agosto de 2012. No último dia do campeonato, a 19 de maio de 2013, o Futebol Clube do Porto sagrou-se tricampeão, ficando a um ponto do segundo classificado, o Sport Lisboa e Benfica. A grande surpresa deste campeonato foi o Paços de Ferreira, que, tendo alcançado um inédito 3.º lugar, conseguiu o apuramento para a Liga dos Campeões da UEFA, juntando-se a F.C. Porto, Benfica, Sporting, Boavista, Braga e Vitória de Guimarães como únicas equipas portuguesas que disputaram a mais importante competição de clubes da Europa.

## Transmissões televisivas
Em Portugal os jogos foram transmitidos pela Sport TV, não havendo nenhuma transmissão em canal aberto. Na Europa e nos outros continentes, os jogos foram transmitidos em diversos canais diferentes.

## Participantes
| Equipas              | Equipas            | Equipas             | Equipas                                       | Equipas       | Equipas |
| Equipa               | Cidade             | Treinador           | Estádio                                       | Época 2011/12 |         |
| -------------------- | ------------------ | ------------------- | --------------------------------------------- | ------------- | ------- |
| Académica de Coimbra | Coimbra            | Pedro Emanuel       | Estádio Cidade de Coimbra                     | 13º           |         |
| Beira-Mar            | Aveiro             | Costinha            | Estádio Municipal de Aveiro                   | 12º           |         |
| Benfica              | Lisboa             | Jorge Jesus         | Estádio da Luz                                | 2º            |         |
| Braga                | Braga              | José Peseiro        | Estádio Municipal de Braga                    | 3º            |         |
| Estoril Praia        | Estoril            | Marco Silva         | Estádio António Coimbra da Mota               | 1º SL         |         |
| Gil Vicente          | Barcelos           | Paulo Alves         | Estádio Cidade de Barcelos                    | 9º            |         |
| Marítimo             | Funchal            | Pedro Martins       | Estádio dos Barreiros                         | 5º            |         |
| Moreirense           | Moreira de Cónegos | Augusto Inácio      | Estádio Comendador Joaquim de Almeida Freitas | 2º SL         |         |
| Nacional da Madeira  | Funchal            | Manuel Machado      | Estádio da Madeira                            | 7º            |         |
| Olhanense            | Olhão              | Manuel Cajuda       | Estádio José Arcanjo                          | 8º            |         |
| Paços de Ferreira    | Paços de Ferreira  | Paulo Fonseca       | Estádio da Mata Real                          | 10º           |         |
| Porto                | Porto              | Vítor Pereira       | Estádio do Dragão                             | 1º            |         |
| Rio Ave              | Vila do Conde      | Nuno Espírito Santo | Estádio dos Arcos                             | 14º           |         |
| Sporting             | Lisboa             | Jesualdo Ferreira   | Estádio José Alvalade                         | 4º            |         |
| Vitória de Guimarães | Guimarães          | Rui Vitória         | Estádio D. Afonso Henriques                   | 6º            |         |
| Vitória de Setúbal   | Setúbal            | José Mota           | Estádio do Bonfim                             | 11º           |         |

## Tabela classificativa
| #  | Equipa               | Pts | J  | V  | E  | D  | GM | GS | DG  | Qualificação/Despromoção                       |
| -- | -------------------- | --- | -- | -- | -- | -- | -- | -- | --- | ---------------------------------------------- |
| 1  | FC Porto             | 78  | 30 | 24 | 6  | 0  | 70 | 14 | +56 | Fase de Grupos da Liga dos Campeões de 2013–14 |
| 2  | Benfica              | 77  | 30 | 24 | 5  | 1  | 77 | 20 | +57 | Fase de Grupos da Liga dos Campeões de 2013–14 |
| 3  | Paços de Ferreira    | 54  | 30 | 14 | 12 | 4  | 42 | 29 | +13 | Play-Off da Liga dos Campeões de 2013–14       |
| 4  | Sp. Braga            | 52  | 30 | 16 | 4  | 10 | 60 | 44 | +16 | Play-Off da Liga Europa de 2013–14             |
| 5  | Estoril              | 45  | 30 | 13 | 6  | 11 | 47 | 37 | +10 | 3ª Pré-Eliminatória da Liga Europa de 2013–14  |
| 6  | Rio Ave              | 42  | 30 | 12 | 6  | 12 | 35 | 42 | –7  |                                                |
| 7  | Sporting             | 42  | 30 | 11 | 9  | 10 | 36 | 36 | 0   |                                                |
| 8  | Nacional             | 40  | 30 | 11 | 7  | 12 | 45 | 51 | –6  |                                                |
| 9  | Vitória de Guimarães | 40  | 30 | 11 | 7  | 12 | 36 | 47 | –11 | Fase de Grupos da Liga Europa de 2013–14       |
| 10 | Marítimo             | 38  | 30 | 9  | 11 | 10 | 34 | 45 | –11 |                                                |
| 11 | Académica            | 28  | 30 | 6  | 10 | 14 | 33 | 45 | –12 |                                                |
| 12 | Vitória de Setúbal   | 26  | 30 | 7  | 5  | 18 | 30 | 55 | –25 |                                                |
| 13 | Gil Vicente          | 25  | 30 | 6  | 7  | 17 | 31 | 54 | –23 |                                                |
| 14 | Olhanense            | 25  | 30 | 5  | 10 | 15 | 26 | 42 | –16 |                                                |
| 15 | Moreirense           | 24  | 30 | 5  | 9  | 16 | 30 | 51 | –21 | Despromoção à Segunda Liga de 2013–14          |
| 16 | Beira-Mar            | 23  | 30 | 5  | 8  | 17 | 35 | 55 | –20 | Despromoção à Segunda Liga de 2013–14          |

Referência:

## Resultados
|                      | ACA | BEM | BEN | BRA | ESP | GVI | MAR | MFC | NAC | OLH | PAÇ | POR | RAV | SCP | VGU | VSE |
| -------------------- | --- | --- | --- | --- | --- | --- | --- | --- | --- | --- | --- | --- | --- | --- | --- | --- |
| Académica            | —   | 3-1 | 2–2 | 1–4 | 0–2 | 2–2 | 2-3 | 1-0 | 2–1 | 1–1 | 1-1 | 0-3 | 1-2 | 1-1 | 1–2 | 4–2 |
| Beira-Mar            | 3-3 | —   | 0-1 | 3-3 | 0–1 | 1-0 | 4-2 | 1–1 | 2-2 | 0-1 | 0–2 | 0–2 | 3–1 | 1-4 | 2–2 | 1–1 |
| Benfica              | 1–0 | 2–1 | —   | 2–2 | 1-1 | 5-0 | 4–1 | 3-1 | 3–0 | 2–0 | 3-0 | 2–2 | 6-1 | 2–0 | 3–0 | 3-0 |
| Braga                | 1-0 | 3–1 | 1-2 | —   | 3–0 | 3–1 | 2-0 | 1–0 | 1-3 | 4–4 | 2-3 | 0–2 | 4–1 | 2-3 | 3-2 | 4–1 |
| Estoril-Praia        | 2-0 | 2-1 | 1–3 | 2-1 | —   | 1–2 | 3–1 | 2–0 | 4-0 | 3-3 | 1–1 | 1–2 | 1–3 | 3-1 | 2-0 | 3–0 |
| Gil Vicente          | 2-1 | 1–2 | 0–3 | 1-3 | 1-3 | —   | 4-2 | 4–3 | 1-2 | 2-0 | 0–1 | 0–0 | 0–1 | 2-3 | 0–0 | 0–0 |
| Marítimo             | 0–2 | 1–1 | 1-2 | 0–2 | 2-1 | 0–0 | —   | 1-1 | 2–0 | 1–0 | 1-1 | 1–1 | 1-1 | 1–1 | 1-0 | 1–1 |
| Moreirense           | 2–2 | 3-0 | 0–2 | 2-3 | 1-1 | 0-0 | 0–1 | —   | 3–1 | 1-1 | 0-5 | 0-3 | 0–1 | 2–2 | 0–1 | 2-1 |
| Nacional             | 2-1 | 2–4 | 2-2 | 3–2 | 1–0 | 0–1 | 1-1 | 1-2 | —   | 3-1 | 3–3 | 1-3 | 1-1 | 1–1 | 2-1 | 2–2 |
| Olhanense            | 0-0 | 1–0 | 0-2 | 0-1 | 2–1 | 2–2 | 0-0 | 2–2 | 1–2 | —   | 1-2 | 2–3 | 1-0 | 0–2 | 1-2 | 0-1 |
| Paços de Ferreira    | 1–0 | 1-1 | 1–2 | 2–0 | 1-0 | 3-2 | 2–2 | 1–1 | 1-1 | 0–0 | —   | 0-2 | 2-1 | 1-0 | 2–1 | 2-0 |
| Porto                | 2–1 | 4–0 | 2–1 | 3–1 | 2-0 | 5–0 | 5–0 | 1–0 | 1–0 | 1–1 | 2–0 | —   | 2-1 | 2–0 | 4–0 | 2-0 |
| Rio Ave              | 0–0 | 2-1 | 0–1 | 1-1 | 0-2 | 2-1 | 0–1 | 0-1 | 2–1 | 0–1 | 0–0 | 2–2 | —   | 2-1 | 1–3 | 2-1 |
| Sporting             | 0–0 | 1–0 | 1–3 | 1–0 | 2–2 | 2–1 | 0-1 | 3-2 | 2-1 | 1-0 | 0–1 | 0-0 | 0–1 | —   | 1-1 | 2-1 |
| Vitória de Guimarães | 2-0 | 2-1 | 0-4 | 0–2 | 2–2 | 3-1 | 1–1 | 1-0 | 1–3 | 2–0 | 2-2 | 0-4 | 0-1 | 0–0 | —   | 2–1 |
| Vitória de Setúbal   | 0-1 | 1-0 | 0–5 | 0-1 | 1-0 | 1-0 | 2-4 | 5–0 | 0-2 | 1–0 | 0–0 | 0-3 | 3–5 | 2–1 | 2-3 | —   |